# Proceso 1001
El Proceso 1001 o Proceso 1001 de 1972 del Tribunal de Orden Público tuvo lugar durante la dictadura franquista en España, en 1973, aunque iniciado en 1972. Se saldó con la condena a prisión de toda la dirección del sindicato Comisiones Obreras.

## Historia
El 24 de junio de 1972, la dirección de Comisiones Obreras, sindicato ilegal y principal opositor a la dictadura en el ámbito obrero, fue detenida en el convento de los Oblatos de Pozuelo de Alarcón –Madrid–, donde se encontraba reunida.
Permanecieron encarcelados hasta la celebración del juicio, más de un año después. Este tuvo finalmente lugar los días 20 –jornada que coincidió con el asesinato del presidente del Gobierno, Luis Carrero Blanco, lo que originó la suspensión del juicio durante unas horas–, 21 y 22 de diciembre de 1973. Los acusados se enfrentaron a la acusación de ser dirigentes de Comisiones Obreras, perteneciendo, por tanto a una organización ilegal por su presunto vínculo con el Partido Comunista de España, lo que sería un claro caso de asociación ilícita. El día 30 de diciembre se anunciaron las condenas, que coincidieron con las peticiones del fiscal y cuya severidad se considera relacionada con el atentado contra Carrero Blanco. Los diez miembros de la dirección, que serían conocidos como los diez de Carabanchel, fueron condenados a prisión. Las penas fueron las siguientes: Marcelino Camacho, 20 años de cárcel; Nicolás Sartorius, 19; Miguel Ángel Zamora Antón, 12; Pedro Santiesteban, 12; Eduardo Saborido, 20; Francisco García Salve –sacerdote obrero–, 19; Luis Fernández, 12; Francisco Acosta, 12; Juan Muñiz Zapico Juanín, 18; y Fernando Soto Martín, 17.
Un año después, el Tribunal Supremo revisó las penas, rebajándolas considerablemente: Marcelino Camacho a 6; Nicolás Sartorius a 5; Miguel Ángel Zamora Antón a 2; Pedro Santiesteban a 2; Eduardo Saborido a 5; Francisco García Salve a 5; Luis Fernández a 2; Francisco Acosta a 2; Juan Muñiz Zapico a 4 y Fernando Soto Martín a 4 años de cárcel.
Poco después de la muerte del dictador, los encarcelados por el Proceso 1001 fueron indultados por el rey Juan Carlos I –25 de noviembre de 1975–.